# Gryllotalpa orientalis
Gryllotalpa orientalis là một loài dế trũi trong họ Gryllotalpidae, thường được gọi là dế trũi phương Đông. Nó được tìm thấy ở nhiều nước châu Á và cũng ở Úc. Tại một thời điểm loài này được xác định nhầm là G. africana và được cho là có phân bố rộng rãi trong cả châu Phi và châu Á nhưng trong những năm 1980, G. orientalis được công nhận là một loài riêng biệt. Đây là một loài gây hại, chúng gây thiệt hại cây trồng bằng gặm nhấm rễ của cây.

## Hình ảnh

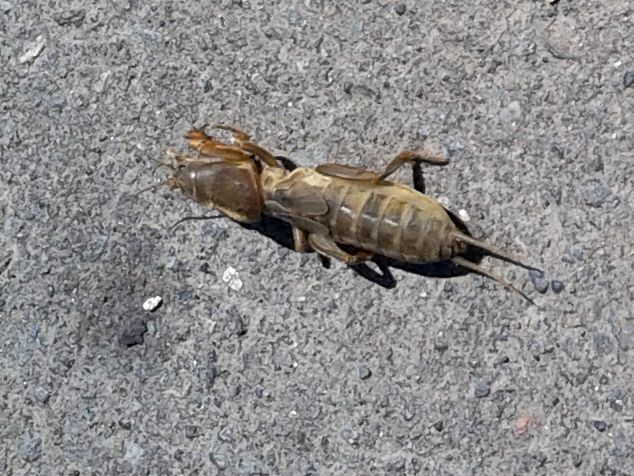
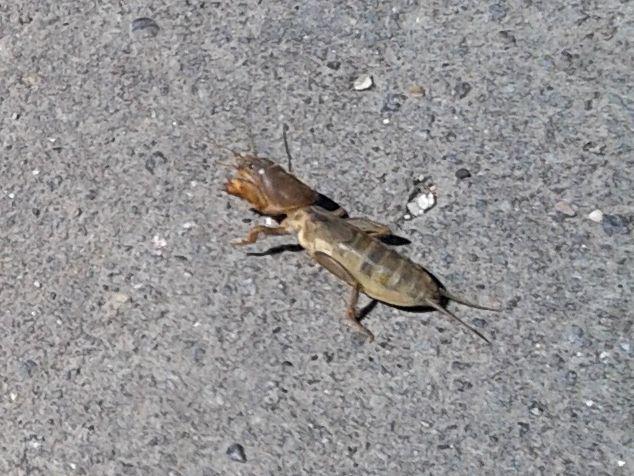